# Mallomys istapantap
Mallomys subalpin
Espèce
Statut de conservation UICN

LC : Préoccupation mineure
Mallomys istapantap, le Mallomys subalpin, est une espèce de Rongeurs de la famille des Muridae, endémique de Nouvelle-Guinée. Ces gros rats peu observés vivent à plus de 2 000 m d'alitude.

## Description
C'est le plus grand rongeur des régions zoogéographiques australiennes et océaniennes. Le corps (avec la tête) mesure entre 39,9 et 43,2 cm, la queue 27,9 à 36,6 cm, l'oreille 3 cm, et l'animal pèse entre 1 et 9 kg. Ce rat a le pelage long, dense et quelque peu laineux, avec de longs poils de garde foncés. Le pelage dorsal est brunâtre, gris noir en raison du mélange de composants bruns, gris, blancs et noirs dans les poils, et présente une bande dorsale à peine perceptible ; le sous-pelage est dense. Le pelage ventral est blanc pur. Les pieds sont foncés. Les oreilles sont pâles et arrondies ; les vibrisses sont longues. La queue est relativement courte (82 % de la longueur tête-corps), noire pour la moitié basale à un quart et blanche pour la moitié distale à trois quarts. Il y a trois paires de mamelles, une pectorale et deux inguinales. Les incisives ont l'émail orange, et non blanc, contrairement à Mallomys gunung.

## Habitat et répartition
C'est une espèce endémique de Nouvelle-Guinée, présente dans le centre-est de la cordillère centrale de cette île, du Mont Giluwe à l'ouest au Mont Victoria à l'est, dans les prairies subalpines et les lisières forestières au-dessus de 2 450 m jusqu'à au moins 3 850 m, et peut-être jusqu'à la limite de la végétation. L'espèce a été scientifiquement observée et documentée vivante dans la nature pour la première fois en 2025, à l'aide d'images et de vidéos de pièges photographiques.

## Comportement et alimentation
L'espèce est probablement nocturne et terrestre. Des nids ont été signalés à l'intérieur de terriers dans des monticules de mousses. Elle se nourrit probablement de fougères et d'herbes siliceuses.

## Taxinomie
Le nom valide complet (avec auteur) de ce taxon est Mallomys istapantap Flannery, Aplin & Groves, 1989. L'espèce porte en français le nom vulgaire de « Mallomys subalpin ».

### Étymologie
L'épithète spécifique istapantap, prononcé « i-stap-an-tap », vient de « I stap antap », une expression pidgine mélanésienne signifiant littéralement « c'est au-dessus », fréquemment utilisée en conjonction avec des animaux et des plantes que l'on ne trouve qu'au sommet des montagnes.

### Publication originale
- (en) Tim F. Flannery, K. Aplin, C. P. Groves et M. Adams, « Revision of the New Guinean genus Mallomys (Muridae: Rodentia), with descriptions of two new species from subalpine habitats », Records of the Australian Museum, Sydney, Australian Museum et Shane F. McEvey (d), vol. 41, no 1,‎ 30 juin 1989, p. 83-105 (ISSN 0067-1975 et 2201-4349, OCLC 1385608, DOI 10.3853/J.0067-1975.41.1989.137).

## Menaces et conservation
Selon l'UICN (26 mai 2025), l'espèce est classée dans la catégorie « préoccupation mineure » car, bien qu'elle se trouve probablement à de faibles densités, elle a une vaste aire de répartition (dont une partie n'est pas habitée) et il est peu probable qu'elle décline au rythme requis pour être classée dans la catégorie des espèces menacées.

## Utilisations
L'espèce est chassée par les populations indigènes et sa viande consommée.